# Bazoches-sur-Vesles
Bazoches-sur-Vesles és un municipi francès situat al departament de l'Aisne i a la regió dels Alts de França. L'any 2007 tenia 444 habitants.

## Demografia

### Població
El 2007 la població de fet de Bazoches-sur-Vesles era de 444 persones. Hi havia 157 famílies de les quals 28 eren unipersonals (20 homes vivint sols i 8 dones vivint soles), 32 parelles sense fills, 81 parelles amb fills i 16 famílies monoparentals amb fills.
La població ha evolucionat segons el següent gràfic:
Habitants censats

### Habitatges
El 2007 hi havia 176 habitatges, 160 eren l'habitatge principal de la família, 8 eren segones residències i 7 estaven desocupats. Tots els 176 habitatges eren cases. Dels 160 habitatges principals, 142 estaven ocupats pels seus propietaris, 17 estaven llogats i ocupats pels llogaters i 1 estava cedit a títol gratuït; 3 tenien dues cambres, 19 en tenien tres, 52 en tenien quatre i 86 en tenien cinc o més. 115 habitatges disposaven pel capbaix d'una plaça de pàrquing. A 62 habitatges hi havia un automòbil i a 82 n'hi havia dos o més.

### Piràmide de població
La piràmide de població per edats i sexe el 2009 era:
| Homes | Edats   | Dones |
| ----- | ------- | ----- |
| 0     | 95 o +  | 0     |
| 0     | 90 a 94 | 4     |
| 4     | 85 a 89 | 0     |
| 4     | 80 a 84 | 0     |
| 0     | 75 a 79 | 8     |
| 4     | 70 a 74 | 4     |
| 12    | 65 a 69 | 4     |
| 20    | 60 a 64 | 16    |
| 16    | 55 a 59 | 4     |
| 16    | 50 a 54 | 16    |
| 20    | 45 a 49 | 16    |
| 12    | 40 a 44 | 32    |
| 12    | 35 a 39 | 8     |
| 8     | 30 a 34 | 12    |
| 4     | 25 a 29 | 0     |
| 16    | 20 a 24 | 24    |
| 8     | 15 a 19 | 28    |
| 28    | 10 a 14 | 12    |
| 24    | 5 a 9   | 8     |
| 4     | 0 a 4   | 8     |

## Economia
El 2007 la població en edat de treballar era de 274 persones, 208 eren actives i 66 eren inactives. De les 208 persones actives 189 estaven ocupades (104 homes i 85 dones) i 19 estaven aturades (12 homes i 7 dones). De les 66 persones inactives 20 estaven jubilades, 18 estaven estudiant i 28 estaven classificades com a «altres inactius».

### Ingressos
El 2009 a Bazoches-sur-Vesles hi havia 164 unitats fiscals que integraven 459,5 persones, la mediana anual d'ingressos fiscals per persona era de 17.843 €.

### Activitats econòmiques
Dels 8 establiments que hi havia el 2007, 1 era d'una empresa extractiva, 2 d'empreses de construcció, 3 d'empreses de transport i 2 d'empreses de serveis.
L'únic servei als particulars que hi havia el 2009 era una lampisteria.
L'any 2000 a Bazoches-sur-Vesles hi havia 7 explotacions agrícoles que ocupaven un total de 896 hectàrees.

## Equipaments sanitaris i escolars
El 2009 hi havia una escola elemental integrada dins d'un grup escolar amb les comunes properes formant una escola dispersa.

## Poblacions més properes
El següent diagrama mostra les poblacions més properes.